# MOL Limo

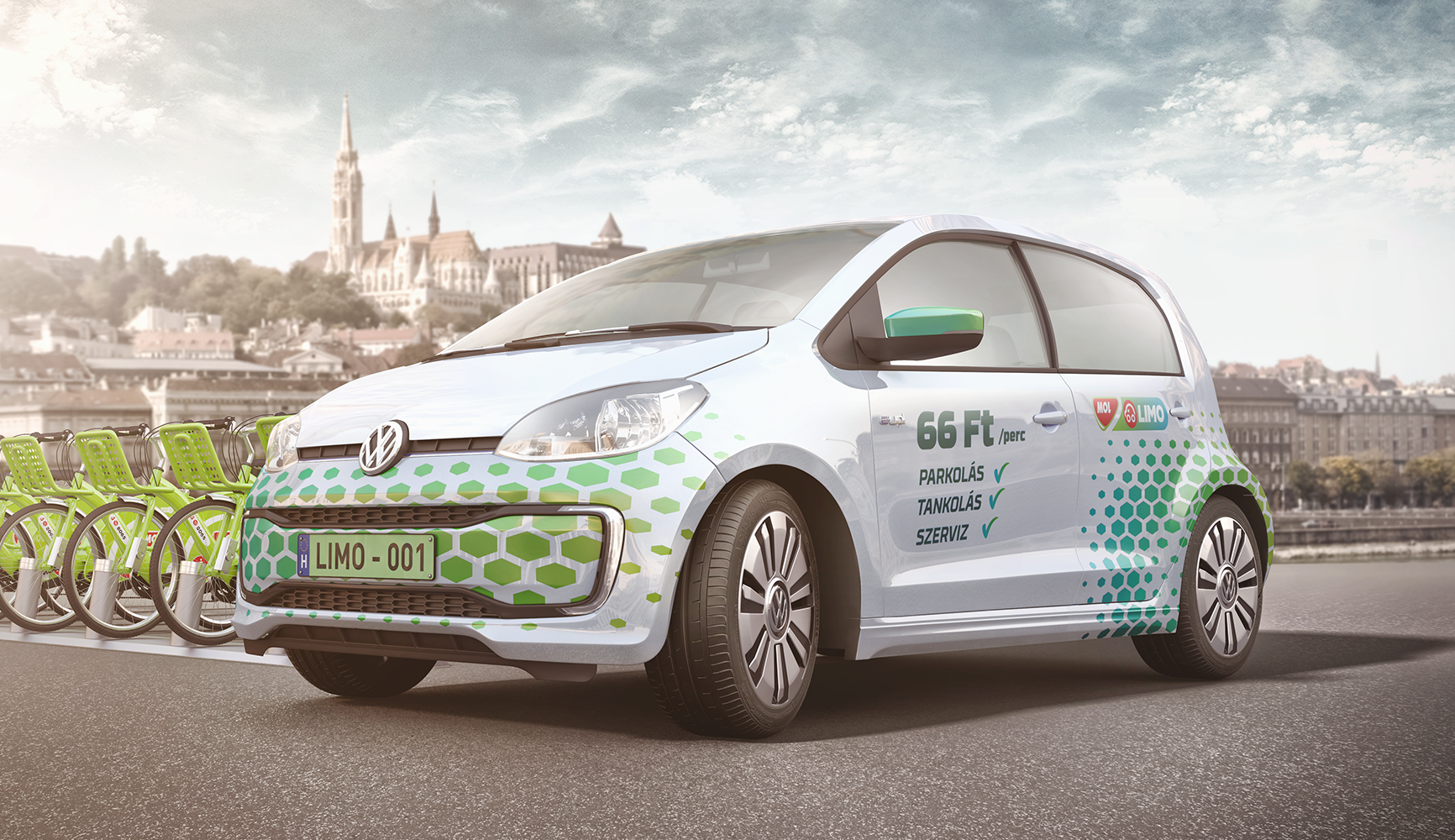
Elektromos VW Up! a MOL Limo színeiben

A MOL Limo egy budapesti közösségi autómegosztó szolgáltatás, amit a MOL indított 2018. január 25-én.   2018-ban 300, 2020-ban 470 járműből állt a flotta, a lefedettség pedig az induláskori 60 km²-ről 80 km²-re nőtt.

## Applikáció
A szolgáltatás mobiltelefonos alkalmazás segítségével vehető igénybe.

## MOL Limo flotta
A Limo flottája benzines és elektromos autókból áll. A benzines flottát Fiat 500, Kia Picanto, VW up!, Mercedes-Benz A-osztály, CLA és CLA Shooting Brake mellett Opel Astra alkotják, az elektromos kínálat a VW E-up!, smart EQ fortwo, smart EQ forfour, Hyundai Kona és BMW i3 modellekből áll. A flotta 2020-ban  150 teljesen elektromos autót tartalmazott.